# Riculf (évêque)
Riculf (c.950-1er mars 998), dit aussi Riculfe, a été évêque de Fréjus (c.973-1000) et abbé de Montmajour (c.993).

## Biographie
Riculf est le neveu de Gontard (ou Gontar) ancien évêque de Fréjus et prévôt de la cathédrale d’Arles, et de Teucinde d'Arles. Il est aussi le petit-fils du comte Griffon.
Le 19 juillet 973, associé à sa tante Teucinde, il obtient de l’archevêque d'Arles Ithier la concession de Saint-Hippolyte près d’Arles, pour la rebâtir, la restaurer, et la posséder lui et sa tante, jusqu’à la fin de leurs jours.
Il est nommé évêque de Fréjus vers 973 et abbé de Montmajour en 993, mais cette dernière nomination s'oppose aux volontés comtales. En 990 ou 991, il implore à Arles auprès du comte de Provence Guillaume Ier la restitution des anciens domaines de l'évêché. Le comte accède à cette pétition et lui accorde de surplus la moitié de Fréjus et le village de Puget.
D'après J.P Poly, il meurt le 1er mars 998,.